# Jeong Yoon-soo
Pour les articles homonymes, voir Jeong.
Dans ce nom coréen, le nom de famille, Jeong, précède le nom personnel.
Jeong Yoon-soo (hangul : 정윤수), né à Séoul le 23 octobre 1962, est un réalisateur et scénariste sud-coréen.

## Filmographie partielle

### Comme réalisateur
- 2002 : Yeseuteodei (Yesterday)
- 2007 : Jigeum sarangha-neun saramgwa salgo issumnika?
- 2008 : A-nae-ga kyeol-hon-haet-da (My Wife Got Married (en))
- 2010 : Du Yeoja (Love, In Between (en))

### Comme scénariste
- 2008 : A-nae-ga kyeol-hon-haet-da (My Wife Got Married (en))
- 2010 : Du yeoja (Love, In Between (en))